# أنطونيو كارلوس باريوس فرنانديز
أنطونيو كارلوس باريوس فرنانديز (بالإسبانية: Antonio Carlos Barrios Fernández) هو سياسي باراغواياني، ولد في 30 مارس 1957.